# Christian Hassenstein
Christian Hassenstein (* 1960 in Berlin) ist ein deutscher Jazzmusiker (Gitarre).

## Leben
Hassenstein begann im Alter von 15 Jahren als Autodidakt mit dem Gitarrenspiel. Zunächst spielte er Popsongs. Nachdem er sich mit 20 Jahren ernsthaft mit dem Jazz zu beschäftigen begonnen hatte, studierte er von 1982 bis 1986 Jazz- und klassische Gitarre an der Musikhochschule Graz bei Harry Pepl und Harald Riebitsch. 1986 zog er in die Niederlande, um sein Studium am Konservatorium Hilversum bei Wim Overgaauw und Kenny Napper zu beenden. 
Hassenstein tritt seit 1983 europaweit in Jazzclubs und auf Festivals auf, hauptsächlich mit seinem eigenen Trio (und Gastsolisten) und seinem Quartett. Zwischen 1989 und 1994 leitete er zusammen mit dem Flötisten/Saxophonisten Andreas Spannagel die Jazzgruppe Questar. Er tourte mehrfach mit David Friesen und mit Jan Verwey. Weiterhin spielte er mit Ack van Rooyen, John Engels, Ferdinand Povel, Tim Armacost, Toon Roos, Jasper Blom, Gil Evans und Attila Zoller. 
2003 kehrte er nach Deutschland zurück, wo er neben dem Spielen in Clubs und regelmäßigen Tourneen auch als Lehrer tätig ist; auch organisiert er seit 2006 die Rheder Jazzabende. 2013 gründete er sein eigenes Plattenlabel DJAMtones, um Jazz und jazzverwandte Musik zu veröffentlichen. Zwischen 1987 und 1992 war er Dozent für Jazzgitarre am Konservatorium Hilversum.

## Diskographische Hinweise
- Hassenstein/Verwey Quartet Rays of Light (Djamtones 2013, mit Ruud Ouwehand, Franc auf dem Brinke)
- Christian Hassenstein, David Friesen, Joost Lijbaart Textures (Djamtones 2014)
- Christian Hassenstein Trio Cause and Consequence (Djamtones 2017, mit Sven Schuster, Bill Elgart)